# Jochen Schümann
 (mai 2016).
Jochen Schümann, né le 8 juin 1954 à Berlin-Est, est un marin et champion olympique allemand.
Un marin allemand de renommée mondiale, il a gagné trois médailles d'or olympiques (1976, 1988, 1996) et une médaille d'argent (2000). De 1976 à 2000, seuls les Jeux de Los Angeles en 1984 ont été mises de côté par les pays du bloc de l'Est. Schümann a été le premier est-allemand à gagner l'or lors des épreuves de voile de Kingston en Flying Dutchman.
En 1974 et 1975, il remporte le titre de champion d’Europe junior. Jochen Schümann est le partenaire de Thomas Flach et Bernd Jäkel depuis 1985. L’équipage a ensuite remporté quatre titres nationaux consécutifs de 1987 à 1990. Aux Championnats du monde, ils ont remporté l’or en 1992, l’argent en 1991 et le bronze en 1986 et 1996.
Schümann a d'abord étudié le sport au DHfK Leipzig, où il a été diplômé en 1983. Par la suite, il a travaillé pour la Fédération de voile de l'Allemagne de l'Est jusqu'à la réunification du pays. Il a collaboré avec la compagnie du navigateur danois Paul Elvstrøm, puis, de 1993 à 1996, il a occupé le poste de directeur sportif chez Daimler-Benz avant de devenir consultant pour la Fédération allemande de voile. Il a été honoré par la Silver Bay Leaf, la plus haute récompense sportive en Allemagne, et a reçu le Prix sportif bavarois en 2003 ainsi que la Pyramide sportive d’or en 2014 de la part de la Stiftung Deutsche Sporthilfe.
En 1996, Schümann est devenu le premier marin allemand à recevoir le titre de Marin mondial de l'année. Il a été intronisé au Temple de la renommée des sports allemands en 2014. Participant à la Coupe de l'America en 2003 et 2007 avec l'équipe suisse Alinghi, il remporte la compétition en tant que directeur sportif. Plus tard, il a rejoint l'équipe allemande United Internet Team et a participé au défi ALL4ONE un an après.